# Donne nell'ebraismo

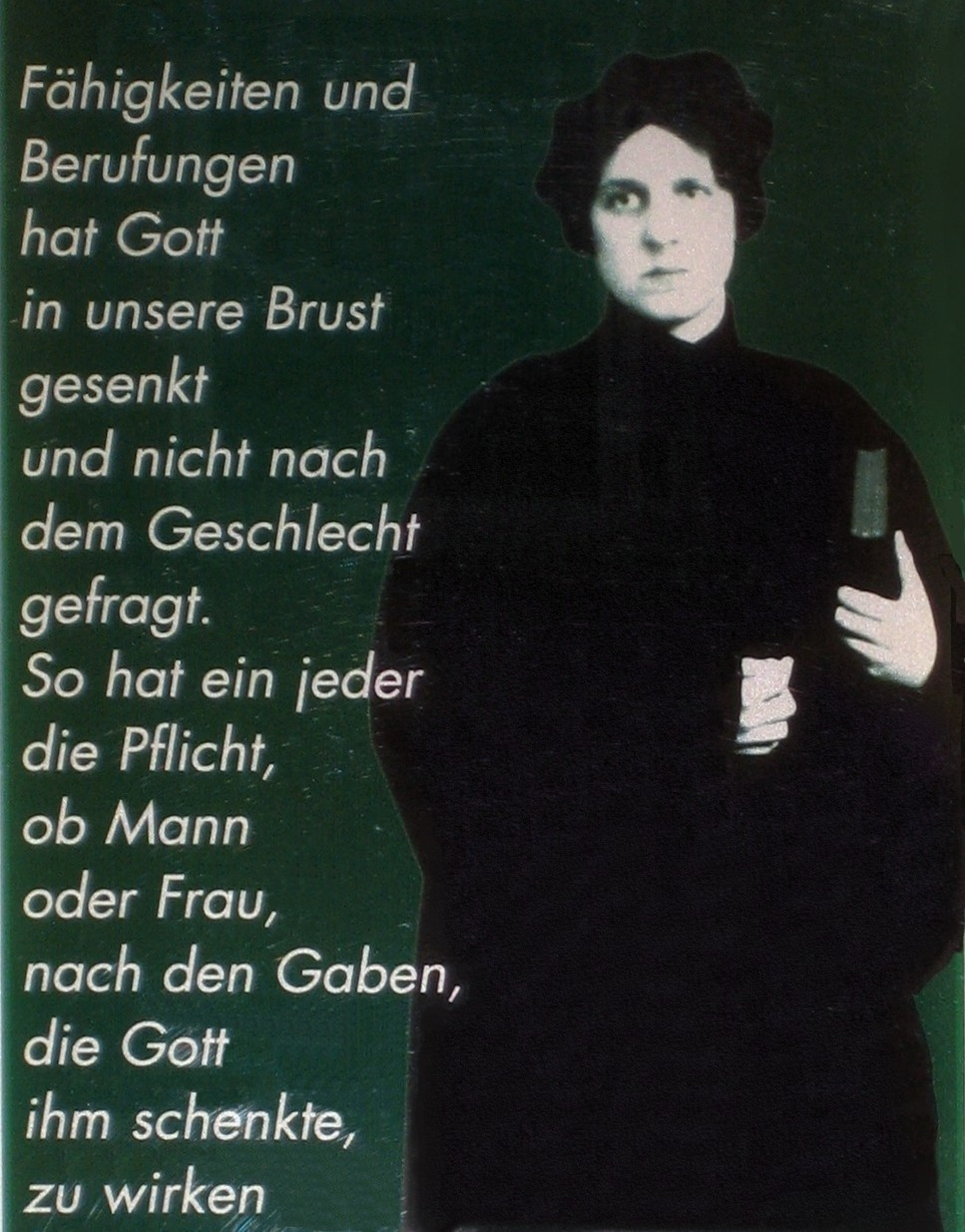
Regina Jonas, prima donna ordinata rabbino, in Germania nel 1935. Morì ad Auschwitz nel 1944.

Il ruolo delle donne nell'Ebraismo è determinato dalla Bibbia ebraica, dalla Legge Orale (il corpus di letteratura rabbinica), dalla tradizione (Minhag), e da fattori culturali non religiosi. Sebbene la Bibbia ebraica e la letteratura rabbinica citino vari modelli femminili di comportamento, la Legge religiosa considera la donna differentemente a seconda delle varie circostanze sociali e religiose.

## Era biblica

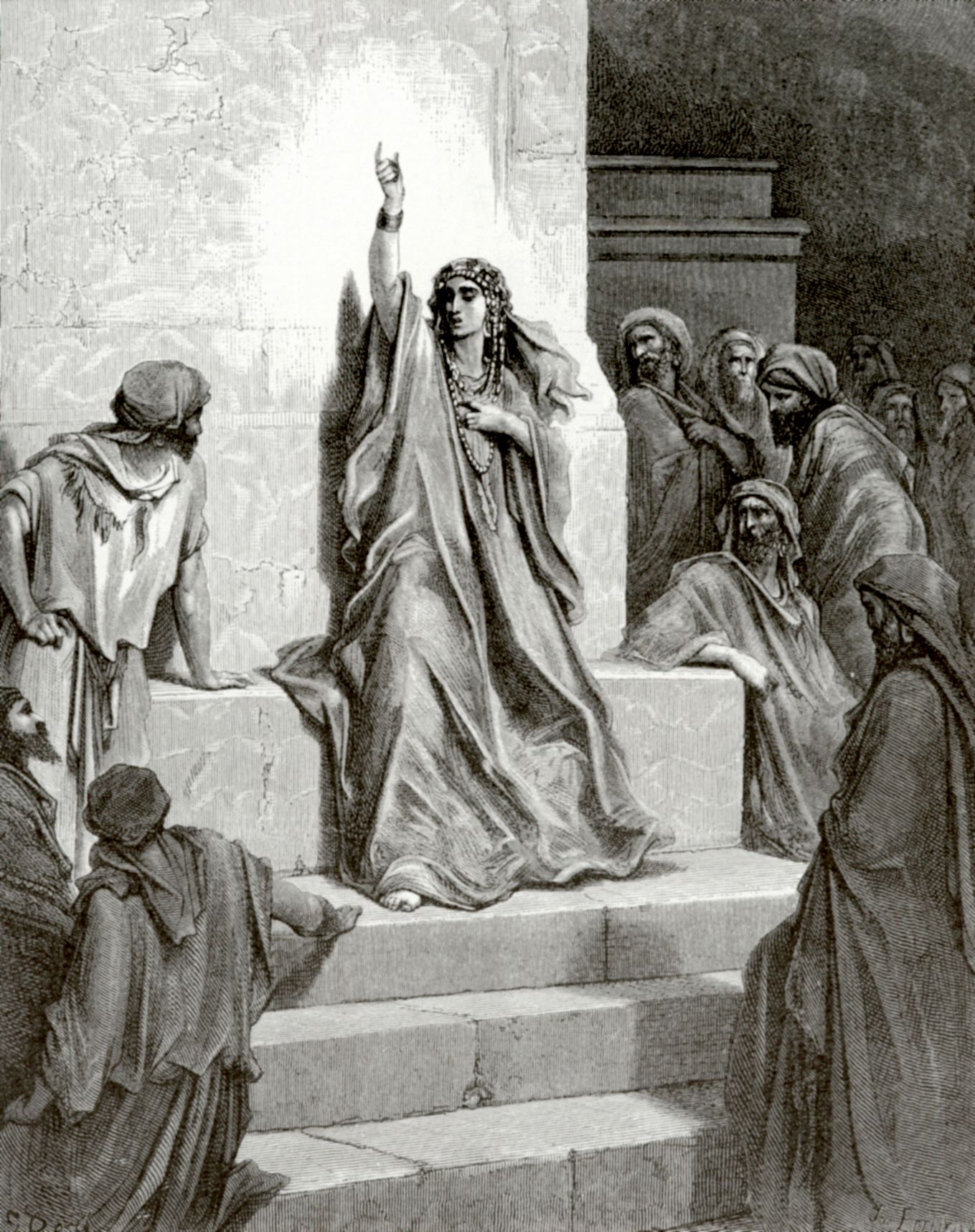
Debora, profetessa e giudice (incisione di Gustave Doré, 1832)

Sono relativamente poche le donne menzionate nella Bibbia per nome e ruolo, suggerendo che erano raramente in prima linea nella vita pubblica. Ci sono un certo numero di eccezioni a questa regola, comprese le Matriarche Sara, Rebecca, Rachele e Lia, Miriam la profetessa, Debora il giudice, Culda la profetessa, Abigail che sposò Davide, Raab ed Ester. Nel racconto biblico queste donne non furono contrastate da opposizione per la loro presenza pubblica.
Secondo la tradizione ebraica, una alleanza fu formata tra gli Israeliti e il Dio di Abramo sul Monte Sinai. La Torah racconta che sia gli uomini e le donne d'Israele erano presenti al Sinai, tuttavia l'alleanza fu formulata in modo tale che gli uomini vennero obbligati ad eseguirne i dettami garantendo che i membri delle loro famiglie (mogli, figli e servitori) soddisfacessero tali dettami. In questo senso, l'alleanza vincola anche le donne, sebbene indirettamente.
Il matrimonio e il diritto di famiglia in tempi biblici favorivano gli uomini a scapito delle donne. Ad esempio, un marito poteva divorziare la propria moglie, se così decideva, ma una moglie non poteva divorziare dal marito senza il suo consenso. La pratica del levirato si applicava alle vedove di mariti defunti senza figli, ma non ai vedovi delle mogli defunte senza figli. Le leggi che regolano la perdita della verginità femminile non hanno equivalente nel maschile. Queste e altre disuguaglianze di genere presenti nella Torah indicano che le donne furono subordinate agli uomini in tempi biblici, ma indicano anche che la società biblica reputava come fondamentale la continuità, proprietà e l'unità della famiglia. Tuttavia gli uomini avevano obblighi specifici che dovevano ottemperare per le loro mogli. Tra questi, la fornitura di indumenti, cibo e rapporti sessuali con le proprie mogli.
Le donne ebbero un ruolo anche nella vita rituale. Le donne (e gli uomini) erano tenute a fare un pellegrinaggio al Tempio di Gerusalemme una volta all'anno e offrire il sacrificio pasquale. Lo facevano inoltre in occasioni speciali di vita, come per esempio il todah ("ringraziamento") dopo un parto. Partecipavano quindi a molti dei principali ruoli religiosi pubblici, più degli uomini leviti, anche se meno spesso e in scala leggermente inferiore e generalmente più discreta.
Le donne dipendevano dagli uomini economicamente,in genere non possedendo proprietà, tranne nel raro caso dell'ereditare terra da un padre senza figli maschi. Anche "in questi casi, le donne erano tenute a risposarsi all'interno della tribù, in modo da non diminuire i suoi possedimenti terrieri."

## Era talmudica

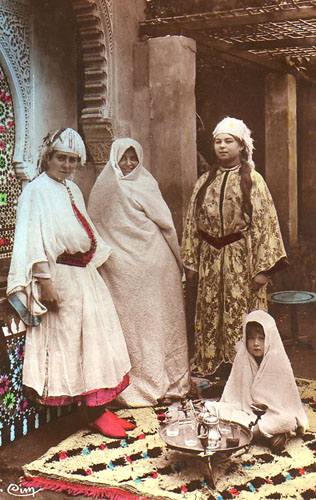
Donne ebree marocchine

La letteratura rabbinica classica contiene citazioni che possono essere considerate come elogiative e dispregiative delle donne. Il Talmud afferma che:
- Maggiore è la ricompensa che viene data dall'Onnipotente alle donne (giuste) rispetto agli uomini (giusti)[4]
- Dieci misure di discorso scesero sul mondo, le donne ne hanno prese nove[5]
- Le donne sono luce sulla cruda conoscenza — cioè, posseggono più intuizione[6]
- Un uomo senza moglie vive senza gioia, benedizione e bontà; l'uomo deve amare sua moglie come sè stesso e rispettarla più di sè stesso[7]
- Quando Rav Yosef b. Hiyya sentì i passi di sua madre, ebbe a dire: Mi alzerò in piedi all'arrivo della presenza divina[8]
- Israele fu redento dall'Egitto in virtù delle proprie donne giuste[9]
- Un uomo deve stare attento a non parlare mai con disprezzo di sua moglie, perché le donne sono inclini alle lacrime e sensibili all'insulto[10]
- Le donne hanno una fede più grande degli uomini[11]
- Le donne hanno maggiori poteri di discernimento[12]
- Le donne sono particolarmente tenere d'animo[13]

Mentre poche donne sono menzionate per nome nella letteratura rabbinica e nessuna pare sia nota per aver scritto un'opera rabbinica, coloro che sono menzionate vengono ritratte per aver avuto una forte influenza sui rispettivi mariti, e occasionalmente di esser state rinomate pubblicamente. Tra gli esempi conosciuti si annoverano Bruriah, moglie del rabbino Tanna Rabbi Meir; Rachele, moglie di Rabbi Akiva; Yalta, moglie del saggio Amora Rabbi Nachman. La moglie di Rabbi Eliezer ben Hurcanus (del periodo mishnahico) consigliò al marito di assumere la leadership del Sinedrio.
Dei 613 Mitzvot solamente tre si riferiscono alle donne, che tuttavia avevano altre norme a cui sottostare.
Alle donne non era permesso frequentare le scuole e quindi nemmeno insegnare; dovevano uscire di casa velate, non potevano parlare con gli uomini quando erano fuori di casa e le regole della buona educazione vietavano di trovarsi soli con una donna o anche di salutarla (l'episodio di Gesù e la samaritana al Pozzo di Giacobbe è una violazione di questi precetti). Generalmente le donn erano tenute segregate e non oltrepassavano la porta del cortile di casa. Compiuti i 12 anni, erano considerate in età da matrimonio e erano promesse in sposa dai genitori, solitamente nell'ambito di matrimoni combinati tra parenti di secondo grado o maggiore.
Il divorzio ripudio era un diritto esclusivamente degli uomini. Unica eccezione è Giudici 19,2 in cui una donna a lasciare il marito per tornare dal proprio padre.

## Medioevo

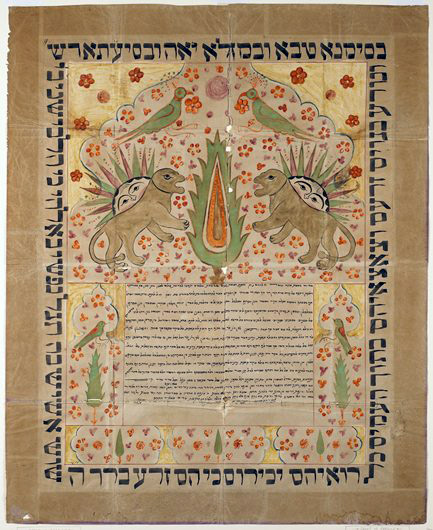
Antica Ketubah, accordo nuziale ebraico

Come la maggior parte delle donne in Europa, le donne ebree nel Medioevo avevano ruoli esclusivamente di tipo domestico e matrimoni combinati; le spose bambine erano comuni. Alle donne ebree era in genere vietata la detenzione di ruoli formali di leadership con autorità sugli uomini. In merito alla comunità ebraica europea, Avraham Grossman ha scritto: "Per tutto il Medioevo, che dura circa un migliaio di anni, non troviamo neanche una sola donna di importanza tra i saggi di Israele... Inoltre, per un periodo di mille anni, non una sola donna ebrea ha scritto un'opera halakhica, letteraria, teorica, mistica, o poetica, con l'eccezione di una manciata di poesie scritte da donne ebree in Spagna." L'Ebraismo mediorientale, invece, ha un'abbondanza di letterati femminili. La Geniza del Cairo è piena di corrispondenze scritte (a volte dettate) tra familiari e coniugi. Molte di queste lettere sono pie e poetiche, ed esprimono il desiderio di essere in più stretti rapporti o in più frequente contatto con una persona cara che è talmente lontana da poter essere raggiunta solo da corrispondenza scritta. Ci sono anche documenti di testamenti e altri documenti legali personali, come anche petizioni scritte ai funzionari nei casi di abuso coniugali o altri conflitti tra i membri della famiglia, scritti o dettati da donne.
Dopo l''espulsione delle comunità ebraiche dai regni spagnoli e dai loro possedimenti nel 1492, le donne divennero praticamente l'unica fonte di rituale ebraico nel mondo cattolico in base ad un fenomeno noto come Cripto-Giudaismo. Le donne criptogiudaiche macellavano i propri animali e facevano in modo di osservare il maggior numero di leggi alimentari ebraiche e rituali del ciclo di vita, cercando di non destare sospetti. Di tanto in tanto, queste donne venivano perseguite dall'Inquisizione per comportamenti sospetti, come l'accensione delle candele per onorare lo Shabbat o il rifiuto di mangiare carne di maiale quando era loro offerta. L'Inquisizione indagava le donne criptogiudaiche almeno tanto quanto gli uomini criptogiudaici, perché le donne erano accusate di perpetuare la tradizione ebraica, mentre gli uomini semplicemente consentivano alle loro mogli e figlie di organizzare la famiglia in tal modo.

### Legge domestica
Rabbeinu Gershom promulgò un decreto rabbinico (takhanah) che proibiva la poligamia tra gli ebrei aschenaziti. I rabbini istituirono metodi legali per consentire alle donne di presentare petizioni al Tribunale rabbinico (Beth Din) per ottenere un divorzio. Maimonide statuì che una donna che trovasse il marito "ripugnante", poteva ottenere il divorzio, "perché ella non è come una prigioniera, da essere sottoposta a rapporti sessuali con uno che le è odioso."
I rabbini inoltre istituirono e rafforzarono i divieti di violenza domestica. Rabbi Peretz ben Elia dichiarò: "Il grido delle figlie del nostro popolo è stato ascoltato riguardo ai figli d'Israele che alzano le mani per colpire le loro mogli. Ma chi ha dato al marito l'autorità di picchiare la moglie?" Rabbi Rothberg stabilì che "è la maniera dei Gentili di comportarsi così, ma il cielo non voglia che anche gli ebrei lo facciano! E uno che picchia la moglie deve essere scomunicato e bandito e a sua volta picchiato." Rabbi Rothenberg decretò anche che una moglie maltrattata poteva presentare una petizione al Tribunale rabbinico per costringere il proprio marito a concedere il divorzio, con una pena pecuniaria dovuta oltre ai soldi della ketubah regolare. Queste sentenze si verificavano nel bel mezzo di una società in cui picchiare la moglie era approvato legalmente e di routine.

### Sviluppi religiosi
Gli sviluppi religiosi di questo periodo inclusero una mitigazione delle proibizioni contro l'insegnamento della Torah alle donne, e l'incremento di gruppi di preghiera tra le donne di Francia e Germania. Questi cambiamenti vennero accompagnati da un aumento di restrizioni pietistiche, compresi i maggiori requisiti di modestia nel vestire (tzniut) e maggiori obblighi durante il periodo delle mestruazioni (niddah). Allo stesso tempo, ci fu un aumento di interpretazioni filosofiche e midrashiche raffiguranti le donne in una luce negativa, che sottolineavano un dualismo tra materia e spirito in cui la femminilità era associata negativamente con la terra e la materia.
L'aumento e la crescente popolarità della Cabala, che enfatizzava la Shekhinah e gli aspetti femminili della presenza divina e il rapporto umano-divino, e che vedeva il matrimonio come un patto sacro tra i partner piuttosto che un contratto civile, ebbe una grande influenza. I cabalisti spiegavano il fenomeno delle mestruazioni come espressioni del carattere demoniaco o peccaminoso della mestruata. Interpretazioni mistiche di ciò che accade alle anime degli uomini nell'Aldilà e sullo Shabbat, differivano significativamente da quello che si interpretava riguardo alle anime delle donne.

## Oggi

### Ebraismo ortodosso

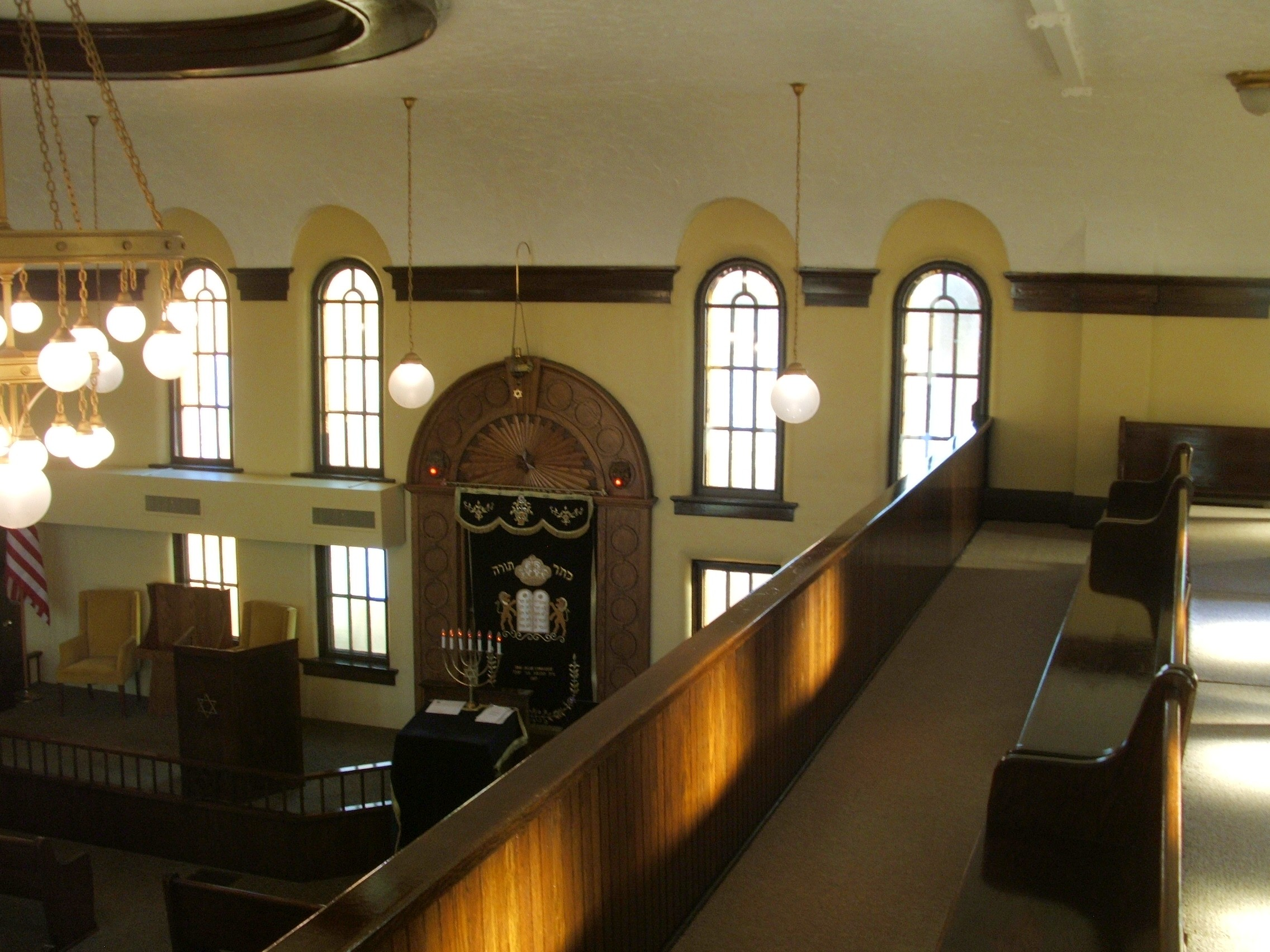
Mechitza (partizione) vista dalla balconata delle donne, Sinagoga B'nai Jacob di Ottumwa (USA)

L'Ebraismo ortodosso talvolta prescrive ruoli e obblighi religiosi diversi per uomini e per donne. Ci sono opinioni divergenti tra gli ebrei ortodossi relative a tali differenze. La maggior parte sostengono che uomini e donne hanno ruoli complementari, ma diversi nella vita religiosa, con conseguenti obblighi religiosi differenti. Una minoranza all'interno della tradizione ortodossa crede che alcune di queste differenze non siano un riflesso della legge religiosa, ma piuttosto di cause culturali, sociali e storiche. Nel settore dell'istruzione, le donne sono state storicamente esenti da qualsiasi studio oltre ad una comprensione degli aspetti pratici della Torah e delle norme necessarie a mantenere osservante una famiglia ebrea – che hanno l'obbligo di imparare. Fino al XX secolo, le donne erano spesso scoraggiate dallo studiare il Talmud e altri testi ebraici avanzati. Negli ultimi 100 anni, l'educazione ebraica ortodossa per le donne è progredita enormemente.
Alcuni rabbini ortodossi reputano gli sforzi contemporanei di cambiamento come motivati da ragioni sociologiche e non da interpretazioni religiose. Inoltre considerano che questi cambiamenti siano suggeriti da una possibile rottura con le norme stabilite di osservanza, e non consentono alle donne di impegnarsi in attività tradizionalmente riservate agli uomini. Per esempio, i rabbini ortodossi, haredi e chassidici scoraggiano le donne dall'indossare yarmulke, tallit o tefillin.
Nella maggioranza delle sinagoghe ortodosse, le donne non pronunciano il d'var Torah (breve sermone, generalmente sulla porzione biblica settimanale) dopo e tra i servizi liturgici. Inoltre alcune sinagoghe ortodosse moderne hanno i mechitzot, partizioni che dividono l'ala sinistra e destra della sinagoga (invece della solita divisione tra parte frontale e posteriore della sinagoga, con le donne che siedono nel retro), con la sezione delle donne da una parte e quella degli uomini dall'altra. Ciò viene visto come più egualitario, poiché le donne non sono in tal modo poste più distanti dal servizio liturgico degli uomini.

#### Regole di modestia
L'importanza della modestia nel vestire e della condotta è sottolineata in particolare tra le ragazze e le donne nella società ortodossa. Molte donne ortodosse indossano solo gonne ed evitano di portare i pantaloni e alcune donne ortodosse sposate si coprono i capelli con una parrucca, un cappello o una sciarpa. L'Ebraismo prescrive la modestia sia per gli uomini che per le donne.

#### Regole di purezza
In conformità alla legge ebraica, le donne ebree ortodosse si astengono dal contatto con i propri mariti mentre hanno le mestruazioni, per un periodo di 7 giorni dopo le mestruazioni, e dopo la nascita di un figlio. Il Rabbinato di Israele ha recentemente nominato donne in qualità di yoatzot, consiglieri halakhici su delicate questioni personali come la purezza famigliare.

#### Ebraismo ortodosso moderno

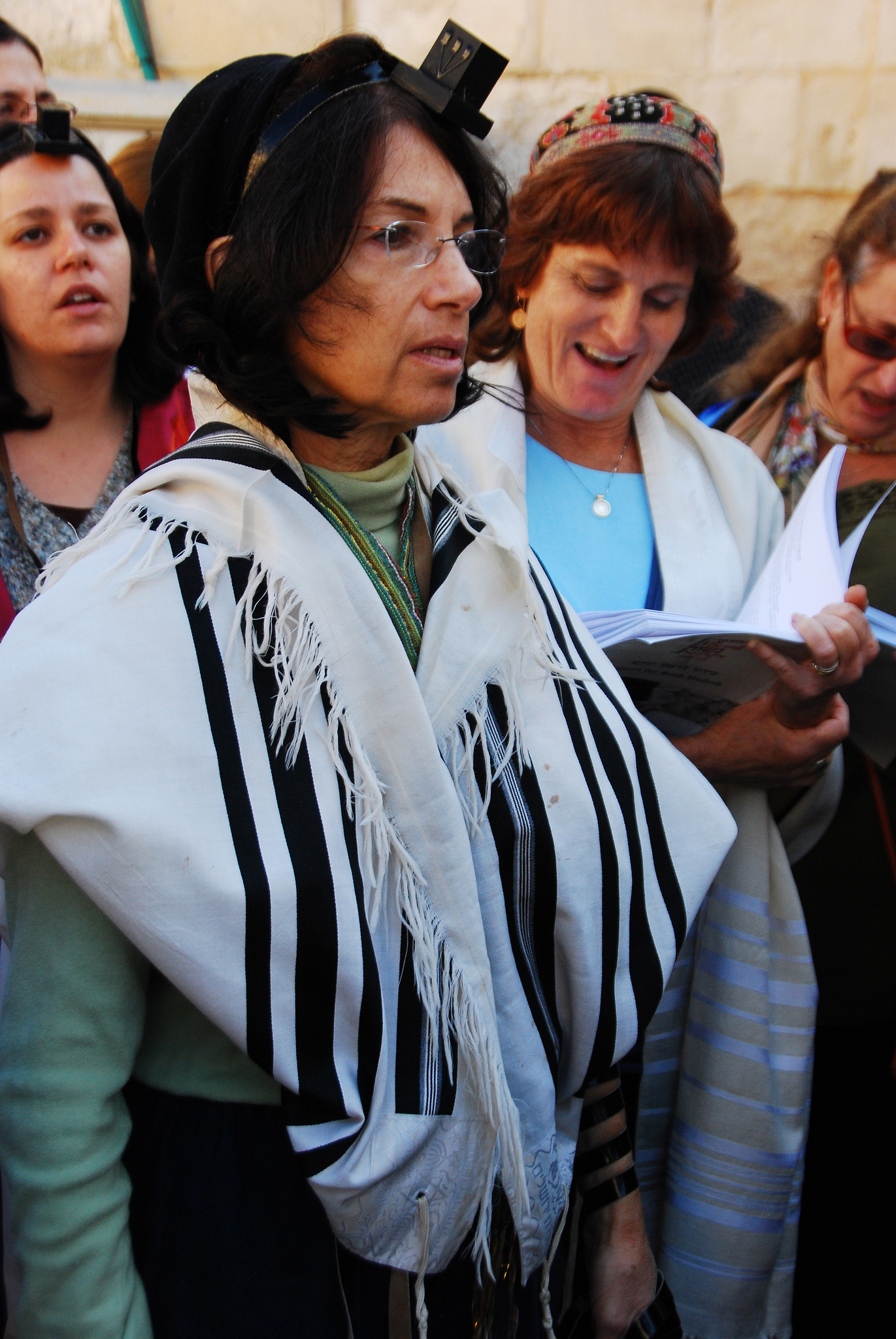
Donna ebrea in preghiera con tallit e tefillin presso il Muro Occidentale di Gerusalemme

Rabbi Joseph Soloveitchik, uno dei leader della profonda influenza che la moderna ortodossia ebraica ha avuto negli Stati Uniti, ha scoraggiato le donne dal servire come presidenti di sinagoghe o altre posizioni ufficiali di leadership, e dallo svolgere altre mitzvot (comandamenti) tradizionalmente osservati dagli uomini in esclusiva, come ad esempio indossare un tallit o i tefillin. Soloveitchik ha scritto che mentre le donne non mancano della capacità di eseguire tali atti, non vi è mesorah (tradizione ebraica) che li permetta. Nel prendere tale sua decisione, ha fatto valere la legge orale ebraica, tra cui una Mishnah in Chulin 2a e un Beit Yoseph in Tur Yoreh Deah, affermando che una donna può svolgere un servizio comunitario ufficiale specifico per le proprie esigenze, ma non quelle altrui.
Le questioni femminili hanno suscitato più interesse con l'avvento del femminismo. Molte donne ebree ortodosse moderne e rabbini ortodossi moderni hanno cercato di fornire una maggiore e più avanzata formazione ebraica alle donne. Poiché la maggior parte delle donne moderne ortodosse frequentano università e molte ricevono lauree specialistiche in una varietà di campi, l'ortodossia moderna ritiene generalmente che la loro istruzione ebraica debba essere uguale a quella laica secolare. Esiste ora un intero genere di letteratura femminista ortodossa, che ha provocato cambiamenti all'interno di alcune sinagoghe e comunità ortodosse. La formazione delle ragazze e donne ebree si è sviluppata enormemente negli ultimi 30 anni. Qualche polemica suscitano le questioni se le donne debbano e/o possano imparare il Talmud. Mentre la maggior parte dei segmenti ortodossi moderni apparentemente sostengono l'istruzione delle donne, l'ammissibilità allo studio del Talmud per le donne non è accettata dalla maggior parte dell'ortodossia moderna.

#### Gruppi di preghiera femminili
Gruppi separati di preghiera per le donne ebree erano una consuetudine sancita dagli ebrei tedeschi nel Medioevo. Il Kol Bo prevede, nelle leggi del Tisha b'Av:
(Jewish Encyclopedia)
In Germania, nei secoli XII e XIII, i gruppi di preghiera femminili erano condotti da cantori donne. Rabbi Eleazaro di Worms, nella sua elegia per la moglie Dulcla, la lodò per aver insegnato ad altre donne di pregare e abbellire la preghiera con la musica. La lapide tombale di Urania di Worms, morta nel 1275, contiene l'iscrizione "che cantò piyyutim per le donne con voce melodiosa". Nel Libro Memoriale di Norimberga, una certa Richenza venne nominata col titolo "guida delle preghiere delle donne."
Più recentemente diverse donne ortodosse hanno cominciato ad organizzare gruppi di tefila (preghiera), iniziando dagli anni 1970. Sebbene le autorità giudiziarie ortodosse concordino sul fatto che le donne non possono formare una minian (quorum di preghiera) con lo scopo officiare servizi liturgici regolari, le donne in questi gruppi leggono le preghiere e studiano la Torah. Un certo numero di leader di tutti i segmenti dell'Ebraismo ortodosso hanno commentato su questo tema, ma ha avuto uno scarso impatto tra gli ebrei haredi e sefarditi. Tuttavia, l'emergere di questo fenomeno ha provocato un forte dibattito tra gli ebrei ortodossi moderni, che continua a tutt'oggi. Ci sono tre scuole di pensiero su questo tema:
- L'opinione più comune, tenuta da alcune autorità ortodosse moderne e dalla maggior parte dei rabbini haredi, afferma che qualsiasi gruppo di preghiera femminile sia assolutamente proibito dalla Halakhah (legge ebraica)
- Un secondo punto di vista sostiene che gruppi di preghiera femminili possano essere compatibili con la Halakhah, ma solo se non svolgono un servizio di preghiera completo (cioè non includono alcune parti del servizio noto come devarim she-bi-kdusha) e solo se tali servizi siano spiritualmente e sinceramente motivati; non possono essere sanciti se sono ispirati da un desiderio di ribellarsi alla Halakhah. Membri di questo gruppo includono Rabbi Avraham Elkana Shapiro, l'ex Rabbino capo britannico Immanuel Jakobovits e Rabbi Avi Weiss.[28]
- Un terzo punto di vista si dichiara a favore della accettabilità di chiamare le donne a leggere la Torah nei servizi misti, e di far loro condurre alcune parti del servizio liturgico che non richiedano un minian.[29][30]

#### Donne come testimoni

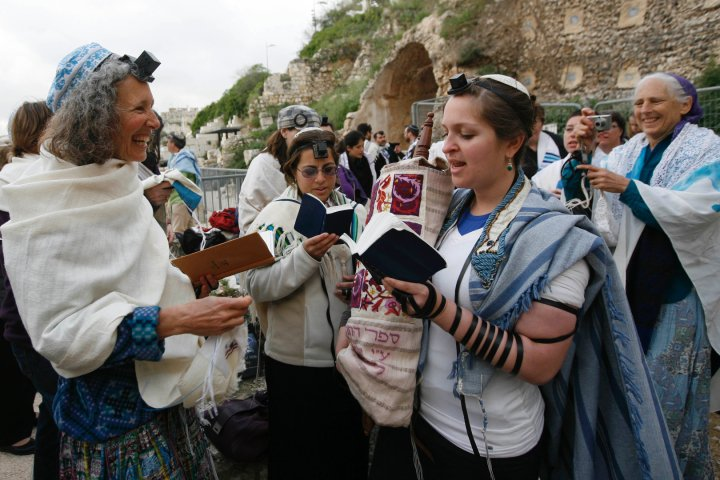
Donne ebree in preghiera e lettura (Gerusalemme)

Tradizionalmente, le donne generalmente non sono autorizzate a servire come testimoni in un Beth Din (tribunale rabbinico) ortodosso, anche se recentemente è stato loro permesso di servire come toanot (avvocati) in tali tribunali. Questa limitazione ha delle eccezioni che hanno richiesto l'analisi del diritto rabbinico, poiché il ruolo delle donne nella società e gli obblighi dei gruppi religiosi ai sensi del diritto civile esterno sono stati oggetto di crescente scrutinio.
Il recente caso del rabbino Mordecai Tendler, il primo rabbino ad essere espulso dal Rabbinical Council of America (RCA) a seguito di accuse di molestie sessuali, ha illustrato l'importanza del chiarimento della Halakhah ortodossa in questa area. Rabbi Tendler ha sostenuto che la tradizione di escludere le donne dalla testimonianza dovrebbe obbligare il RCA ad ignorare le accuse. Ha sostenuto che, poiché la testimonianza di una donna non può essere ammessa in un tribunale rabbinico, non esistono validi testimoni contro di lui e quindi il caso della sua espulsione debe essere respinto per mancanza di prove. In una sentenza di notevole importanza per la capacità delle donne ortodosse di tutelarsi giuridicamente ai sensi della legge ebraica, il rabbino haredi Benzion Wosner, scrivendo a nome del Beth Din Shevet Levi, di Monsey (New York), ha identificato i casi di molestie sessuali come rientranti nel campo di una classe di eccezioni ad esclusione tradizionale, in base al quale "anche i bambini e/o le donne " hanno non solo il diritto ma l'obbligo di testimoniare, e possono essere ascoltati dal tribunale rabbinico quali testimoni validi:
(Terumas Hadeshen Siman 353 e Agudah Perek 10, Yochasin)
Il Rabbinical Council of America, mentre inizialmente si basava sulla propria indagine probatoria, ha successivamente scelto di accettare la decisione halakhica del corpo rabbinico haredi come autorevole nella data situazione.

#### Approccio ortodosso al cambiamento
I capi delle comunità haredi sono stati fermi nella loro opposizione ad un cambiamento del ruolo della donna, sostenendo che i vincoli religiosi e sociali sulle donne, come dettato dai testi tradizionali ebraici, sono senza tempo e non sono influenzati dal cambiamento sociale contemporaneo. Molti sostengono anche che dare i ruoli tradizionalmente maschili alle donne toglierebbe sia alle donne che agli uomini la capacità di condurre una vita veramente appagante. Inoltre, gli haredim hanno talvolta percepito gli argomenti di liberalizzazione come in realtà derivanti da un antagonismo alla legge ebraica ed ai principi di fede in generale, sostenendo che mantenere la fede richiede un resistere alle idee laiche e "non ebraiche".
L'Ebraismo ortodosso moderno, in particolare nelle sue varianti più liberali, tende ad esaminare le modifiche proposte riguardanti il ruolo delle donne su una base specifica, caso per caso, concentrandosi sugli argomenti circa il ruolo religioso e giuridico di specifiche preghiere, rituali e attività. Tali argomentazioni hanno avuto la tendenza a concentrarsi sui casi in cui il Talmud e altre fonti tradizionali esprimono punti di vista multipli o più liberali, in particolare quando il ruolo delle donne in passato è stato senza dubbio più ampio di quello in tempi più recenti. Sostenitrici femministe all'interno dell'ortodossia tendono a rimanere all'interno del processo legale di argomentazione tradizionale, cercando un approccio gradualista ed evitando argomentazioni generiche contro la tradizione religiosa in quanto tale.

### Ebraismo conservatore

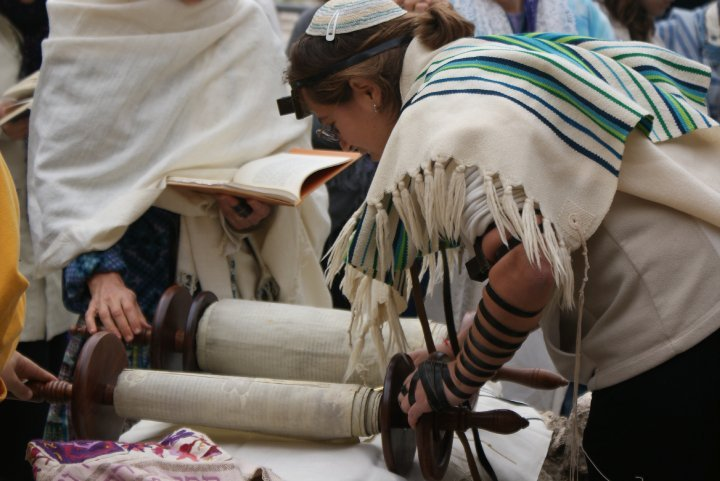
Donne che leggono la Torah (Gerusalemme)

Sebbene la posizione dell'Ebraismo conservatore verso le donne inizialmente si discostasse poco da quella ortodossa, in tempi recenti ha minimizzato le differenze legali e rituali tra uomini e donne. Il "Committee on Jewish Law and Standards" (CJLS) dell'Assemblea Rabbinica internazionale ha approvato una quantità di decisioni e responsa su questa materia. Ciò permette la partecipazione attiva delle donne nelle seguenti aree:
- Lettura pubblica della Torah (ba'al kriah)
- Essere contate come parte di un minian
- Essere chiamate peruna aliyah, lettura della Torah in sinagoga
- Officiare come cantore (shalich tzibbur)
- Servire in qualità di rabbino e decisore halakhico (posek - arbitro in materia di legge religiosa)
- Indossare un tallit ed i tefillin

Un rabbino può o non può decidere di adottare particolari provvedimenti per la propria congregazione, quindi alcune congregazioni conservatrici sono più o meno egalitarie rispetto ad altre. Tuttavia, ci sono altre aree in cui permangono differenze giuridiche tra uomini e donne, tra cui: 
- La discendenza matrilineare. Il figlio di madre ebrea nasce ebreo, il figlio di padre ebreo nasce ebreo se e solo se la madre è ebrea.
- Il Pidyon Ha-Bat, una proposta cerimonia per neonate basata sul riscatto biblico (del figlio maggiore neonato: Pidyon HaBen). Il CJLS ha dichiarato che questa particolare cerimonia non deve essere celebrata. Altre cerimonie, come ad esempio lo Zeved habat (il "ricevimento" di una figlia appena nata), dovrebbero invece essere utilizzate per indicare lo status speciale di una nuova figlia nata.[34]

Una ketubah dell'Ebraismo conservatore comprende una clausola che mette marito e moglie su un piano più paritario quando si tratta di matrimonio e di legge sul divorzio secondo la Halakhah. Il CJLS ha recentemente riaffermato l'obbligo delle donne conservatrici di osservare la niddah (astinenza sessuale durante e dopo le mestruazioni) e il mikveh (immersione rituale) dopo le mestruazioni, sebbene ne abbia mitigato certi particolari. Tali pratiche, sebbene siano dei requisiti dell'Ebraismo conservatore, non sono spesso osservate dal laicato conservatore.

#### Cambiamenti nella posizione conservatrice

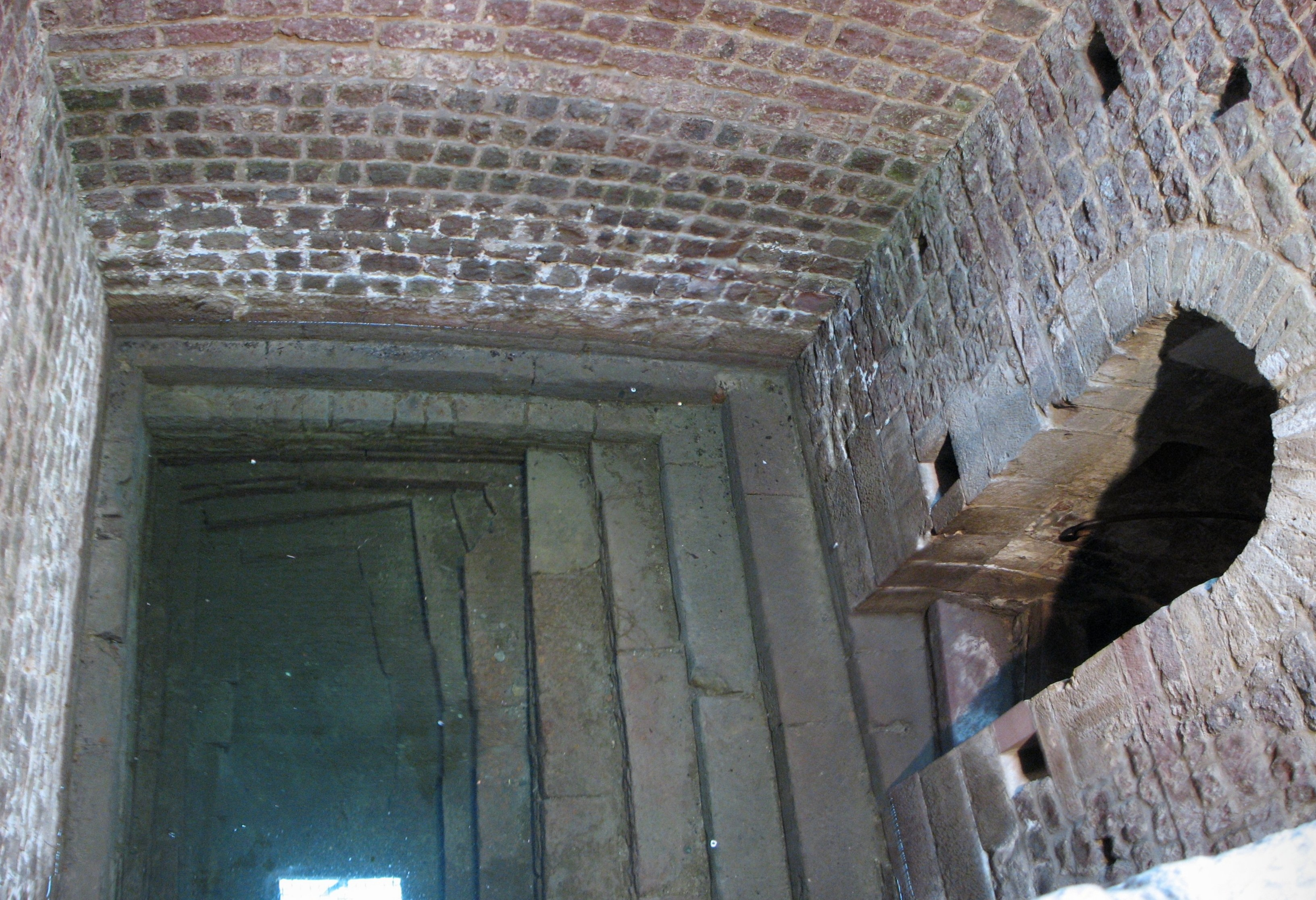
Vasca rituale di una mikveh medievale, a Spira (Germania)

Prima del 1973, l'Ebraismo conservatore aveva ruoli più limitati per le donne ed era simile alla posizione tenuta dall'Ebraismo ortodosso moderno, con cambiamenti su questioni come i posti a sedere misti, la leadership della sinagoga e la chiamata al podio per leggere la Torah. Nel 1973, il CJLS dell'Assemblea Rabbinica ha votato, senza emettere un parere, che le donne potevano contare in un minian. Nel 1983, la facoltà dello Jewish Theological Seminary d'America (JTSA) ha votato, sempre senza emettere un parere, di ordinare le donne come rabbini e cantori.
Nel 2002, il CJLS ha adottato un responsum di Rabbi David Fine, che fornisce un fondamento religioso ufficiale a tali azioni e spiega l'approccio conservatore corrente circa il ruolo delle donne nella preghiera.
Nel 2006, il CJLS ha adottato tre responsa in materia di niddah, che riaffermano l'obbligo delle donne conservatrici di astenersi da rapporti sessuali durante e dopo le mestruazioni e di immergersi in un mikveh prima di ricominciarli, mentre ne liberalizzano i requisiti di osservanza, tra cui l'abbreviazione del periodo di niddah, eliminando le restrizioni sul contatto non sessuale durante la niddah e riducendo le circostanze dove problemi dermatologici o simili richiederebbero l'astinenza.
In tutti i casi si è comunque mantenuta l'opzione di seguire l'approccio ortodosso. I singoli rabbini conservatori e le rispettive sinagoghe non sono tenuti ad adottare uno qualsiasi di questi cambiamenti ed un esiguo numero non ne hanno adottato nessuno.

### Ebraismo riformato
L'Ebraismo riformato crede nella parità tra uomini e donne. Il movimento di riforma rifiuta l'idea che l'Halakhah (Legge ebraica) sia l'unica forma legittima del processo decisionale ebraico, e sostiene che gli ebrei possono e devono considerare la loro coscienza ed i principi etici insiti nella tradizione ebraica al momento di decidere su un giusto corso d'azione. Vi è un ampio consenso tra gli ebrei riformati che le distinzioni tradizionali tra il ruolo degli uomini e delle donne siano antitetiche ai principi etici più profondi dell'Ebraismo. Ciò ha consentito alle comunità riformate di permettere alle donne di eseguire molti rituali tradizionalmente riservati agli uomini, come per esempio:
- La lettura pubblica della Torah (ba'al kriah)
- Far parte di un minian
- Essere chiamate ad un aliyah per leggere la Torah
- Servire come cantore (shalich tzibbur)
- Officiare come rabbino e decisore halakhico (posek)
- Indossare il tallit ed i tefillin

Problematiche sui matrimoni misti hanno inoltre influenzato la posizione ebraica riformata sul genere e l'Identità di genere. Nel 1983, la "Conferenza Centrale dei Rabbini Americani" ha approvato una risoluzione che rinuncia alla necessità della conversione formale per chiunque abbia almeno un genitore ebreo e ha fatto atti affermativi di identità ebraica. Questo si discosta dalla posizione tradizionale che richiede una conversione formale per i bambini che non hanno madre ebrea.
La risoluzione del 1983 del movimento riformato americano ha avuto un'accoglienza mista nelle comunità ebraiche riformate al di fuori degli Stati Uniti. Per esempio, il Movimento Israeliano di Ebraismo Progressista ha rifiutato la discendenza patrilineare e richiede una conversione formale per coloro che non hanno madre ebrea.

#### Approcci riformati al cambiamento
L'Ebraismo riformato in generale ritiene che le varie differenze tra i ruoli di uomini e donne nella legge ebraica tradizionale non sono pertinenti alle condizioni moderne e quindi non applicabili oggi. Di conseguenza, non vi è stata alcuna necessità di sviluppare argomentazioni giuridiche analoghe a quelle postulate nell'ambito dei movimenti ortodossi e conservatori.

### Ebraismo ricostruzionista

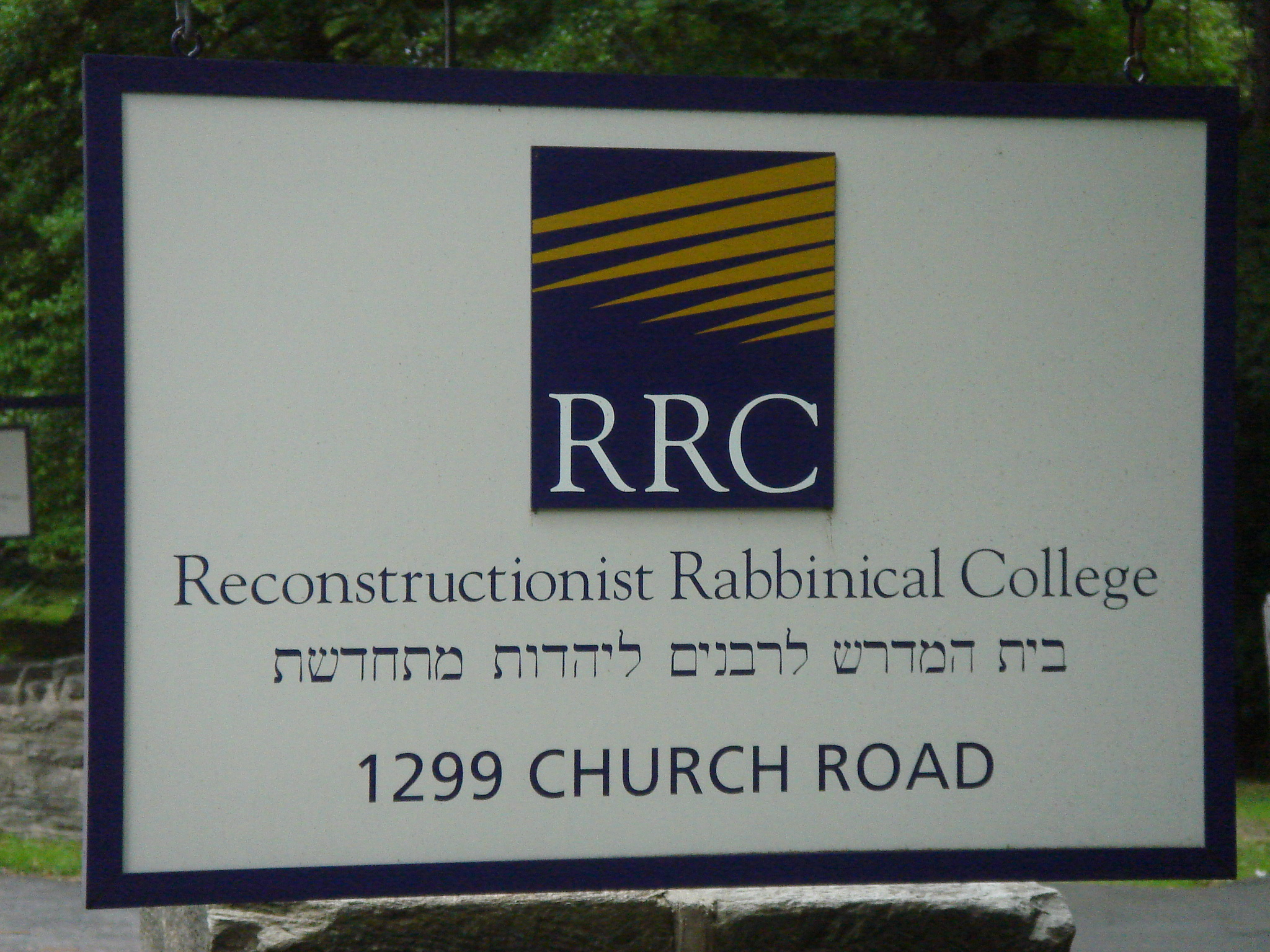
Insegna del Reconstructionist Rabbinical College

La parità tra donne e uomini è un principio fondamentale e caratteristico dell'Ebraismo ricostruzionista. Fin dall'inizio, il rituale ebraico ricostruzionista permetteva a uomini e donne di pregare insieme - una decisione basata sulla filosofia egalitaria. Fu su questa base che Rabbi Mordecai Kaplan richiese la piena parità tra donne e uomini, nonostante le ovvie difficoltà a conciliare questa posizione con le norme di osservanza ebraica tradizionale. Il Movimento Ricostruzionista ha ordinato donne rabbino fin dall'inizio. Nel 1968, le donne vennero accettate al Reconstructionist Rabbinical College (Collegio Rabbinico Ricostruzionista), sotto la guida del rabbino Ira Eisenstein. La prima donna ordinata rabbino ricostruzionista, Sandy Eisenberg Sasso, ha servito come rabbino della Congregazione Ricostruzionista di Manhattan nel 1976 e ha ottenuto il pulpito nel 1977 alla Congregazione Beth El Zedeck in Indianapolis. Sandy Eisenberg Sasso è stata accettata senza dibattiti o controversie successive. Nel 2005, 24 su 106 sinagoghe del movimento negli Stati Uniti aveva delle donne come rabbini principali o assistenti. Nel 2013 Rabbi Deborah Waxman è stata eletta Presidente del Reconstructionist Rabbinical College. In qualità di Presidente, si pensa che sia la prima donna e la prima lesbica a guidare un'istituzione congregazionale ebraica e il primo rabbino donna e la prima lesbica a dirigere un seminario ebraico: il Reconstructionist Rabbinical College è infatti sia un'istituzione congregazionale sia un seminario.
La comunità ricostruzionista ha iniziato ad includere donne nel minian e permettere che vengano chiamate a leggere la Torah durante l‘aliyah. hanno inoltre continuato la pratica del bat mitzvah. Il ricostruzionismo inoltre permette alle donne di officiare altre funzioni tradizionalmente riservate agli uomini, come per esempio servire da testimoni, condurre i servizi liturgici, letture pubbliche della Torah, indossare indumenti rituali di preghiera come i tallitot e i kippot. Il Movimento Ricostruzionista in generale si è impegnato a creare liturgie in consonanza con l'uguaglianza dei sessi e la celebrazione della vita femminile. La Federazione delle Congregazioni Ricostruzioniste ha inoltre sviluppato programmi educativi per insegnare la piena accettazione di persone gay e/o lesbiche, come anche quei rituali che affermano le relazioni lesbiche. In Canada, i rabbini officiano in matrimoni dello stesso sesso. L'Ebraismo ricostruzionista permette l'ordinazione di rabbini e cantori che siano apertamente gay e/o lesbiche. Diversi membri preminenti della comunità ricostruzionista si sono dedicati ai problemi della violenza domestica Altri dedicano le proprie energie ad aiutare le donne ad ottenere il diritto al divorzio nelle comunità ebraiche tradizionali. Molti hanno sostenuto vocalmente il diritto delle donne ebree di pregare ad alta voce e leggere la Torah presso il Muro Occidentale di Gerusalemme – il gruppo "Donne del Muro".
Quando i ruoli delle donne in religione cambiano, ci possono essere dei cambiamenti anche nel ruolo degli uomini. Con la difesa della discendenza patrilineare negli anni 1970, l'Associazione Rabbinica Ricostruzionista ha affermato il principio che un uomo che si prende la responsabilità di far crescere un bambino ebreo, può passare l'ebraismo alla prossima generazione, proprio come la donna. Tutti i bambini che ricevono un'educazione ebraica sono considerati ebrei nell'Ebraismo ricostruzionista, indipendentemente dal sesso del loro genitore ebreo.

### Ebraismo ortodossoe le donne
- On Women and Judaism: A View from Tradition Blu Greenberg, Jewish Publication Society
- Orthodoxy Responds to Feminist Ferment, Saul Berman Response, 40, 1981, 5:17.
- Gender, Halakhaha and Women's Suffrage: Responsa of the First Three Chief Rabbis on the Public Role of Women in the Jewish State, Ellenson, David Harry. In: Gender Issues in Jewish Law (58-81) 2001.
- Can the Demand for Change In the Status of Women Be Halakhically Legitimated? Tamar Ross, Judaism, 42:4, 1993, 478-491.
- Feminism - A Force That Will Split Orthodoxy?, Reisman, Levi M. The Jewish Observer, 31:5, 1998, 37-47
- Halakha and its Relationship to Human and Social Reality, Case Study: Women's Roles in the Modern Period, Ross, Tamar
- In Case There Tamar Are No Sinful Thoughts: The Role and Status of Women in Jewish Law As Expressed in the Aruch Hashulhan, Fishbane, Simcha. Judaism, 42:4, 1993, 492-503.
- Human Rights, Jewish Women and Jewish Law, Shenhav, Sharon. Justice, 21, 1999, 28-31.
- On Egalitarianism & Halakha, Stern, Marc D. Tradition, 36:2, 2002, 1-30.
- Women, Jewish Law and Modernity, Wolowelsky, Joel B. Ktav. 1997.
- Expanding the Palace of Torah: Orthodoxy and Feminism, Tamar Ross. Brandeis University Press, 2004. ISBN 1-58465-390-6
- Women at Prayer: A Halakhic Analysis of Women's Prayer Groups, Avi Weiss, Ktav publishers, January 2003 ISBN 0-88125-719-2
- Feminism Encounters Traditional Judaism: Resistance and Accommodation. Tova Hartman, Brandeis University Press, 2007. ISBN 1-58465-658-1.